# Milorci
Milorci (cyr. Милорци) – wieś w Serbii, w okręgu kolubarskim, w gminie Ub. W 2011 roku liczyła 349 mieszkańców.